# Dog Murras
Murthala Fançony Bravo de Oliveira, mais conhecido por Dog Murras, (Luanda, 17 de Fevereiro de 1977) é um músico angolano. É um compositor e intérprete da mais recente geração da música popular urbana.

## Biografia
Iniciou a sua carreira musical na África do Sul onde frequentou o curso de Belas Artes numa escola secundária de Joanesburgo.
Em 1996 gravou uma música a favor da Paz em Angola, no projeto “Pomba Branca”. Em 1999 lança o disco “Suis Generis”. Em 2000 é editado “Natural e Diferente”.
Em 4 de Abril de 2002 lançou o tema "Angola Agora Nova" que foi o carro-chefe das festividades da Paz e Reconciliação Nacional de Angola.
Em 2003 é lançado o disco “Bué Angolano”. No ano de 2005 é editado o CD “Pátria Nossa”.
Em 2006 cantou o tema “Força Angola” e participou  da caravana Oficial que acompanhou a estreia da seleção angolana de futebol, pela primeira vez em num campeonato mundial de futebol, como porta bandeiras da delegação cultural do Grupo Casa Blanca
O disco “Kwata-Kwata” é editado em 2007. Segue-se “Angolanidade" em 2010.
Em 2015 participou, com outros músicos angolanos consagrados na música "Somos Angola" hino principal da comemoração do quadragésimo aniversário da independência de Angola. É lançado o disco “Best Of Dog Murras”.
Em 2015 lança o "The Best Of Dog Murras".
No cenário musical internacional o artista teve o privilégio de compor temas para um filme baseado na obra-prima de Jorge Amado (Capitães da Areia), para o filme da Ilha Filmes (O pulo do Gato). Participou como convidado especial em discos e espéctaculos de consagrados músicos como Daniela Mercury, Carlinhos Brown, Martinho da Vila, Márcio Vitor, Banda Psirico, Cláudia Leitte, Margareth Menezes, Ivete Sangalo, Vanessa da Mata, Banda Mametto, Mofaya e Jason Tamba (Playing for Change).

## Discografia
- 1999 “Suis Generis”.                 Energy Records (Portugal)
- 2000 “Natural e Diferente”.        Sons D´África (Portugal)
- 2003 “Bué Angolano”.               Vidisco (Portugal)
- 2005 “Pátria Nossa”.                 Vidisco (Portugal)
- 2007 “Kwata-Kwata”.                 LS Produções (Angola)
- 2010 “Angolanidade" CD/DVD. LS Produções (Angola)
- 2015 “Best Of Dog Murras”.      Murras Power (Angola)